# Жереми Тулалан
Жеремѝ Тулала̀н (на френски: Jérémy Toulalan) е френски футболист, понастоящем играещ за „Олимпик“ (Лион).
Роден е в Нант, Франция на 10 септември 1983 г. Обикновено играе като дефанзивен халф, но в немалко мачове се изявява и като централен защитник. Отличава се с много рационална игра и добра техника. Френски национал, дебютирал за Отбора на петлите през октомври 2006 г.

## Футболна кариера

### Ранни години
Тулалан е продукт на детско-юношеската школа на ФК Нант. Дебютът му за първия състав на Нант е през сезон 2001/02 когато влиза на смяна в дербито срещу Рен, завършило с победа на неговия тим с 3-1. През следващите 2 сезона Тулалан не се появява често в стартовите 11. Едва през сезон 2004/05 се утвърждава като титуляр. В Нант играе до 2006, като до края на престоя си грабва окото на водещи френски клубове.

### Олимпик Лион
Още от сезон 2004/05 френският гранд Олимпик Лион проявява интерес към Тулалан. Тогава отправят оферта към Нант за закупуването на Тулалан срещу 10 милиона евро, но Нант отказват. След края на сезон 2005/06 ключови фигури в състава на Лион като Мамаду Диара и Жереми Клеман напускат в посока съответно Реал Мадрид и Глазгоу Рейндъжрс, което увеличава нуждата от привличането на Тулалан. След седмица преговори, на 17 май 2006 ръководството на Нант се съгласява да го продаде на Лион за 7 милиона евро. Жереми Тулалан подписва 4-годишен договор с Лион и получава номер 28.
Дебютът си за Лион прави в мач спечелен с 3-1 срещу бившия си клуб Нант, като играе през целите 90 минути. Тулалан играе решаваща роля в спечелването на шестата поредна титла във Франция през същия сезон.
Добрите му изяви през следващия 2007/08 сезон му носят номинация за най-добър играч на Френската лига, независимо от това, че играе като защитник. Все пак наградата отива при Карим Бензема, с когото са съотборници. След края на същия сезон има слухове, че Тулалан е желан от английските Арсенал и Челси.
На 7 март 2008 г. удължава договора си с Лион и ще остане в клуба до 2013 г.

### Национален отбор на Франция
Жереми Тулалан е неизменен юношески национал на Франция. Още през 2000 г. е включен в националния отбор на Франция до 17 години. По-късно участва и в Европейското първенство до 21 години през 2006 г. След края на турнира попада в идеалния състав на първенството.
Първата си повиквателна за първия отбор на Франция получава в мач от квалификациите за Евро 2008 срещу Фарьорски острови. След добрите си изяви на клубно и национално равнище, е включен в състава на Франция за предстоящото тогава Европейско първенство в Швейцария и Австрия. Той е сред малкото играчи на петлите, които започват и 3-те мача от групите като титуляри.

## Постижения

### Клубни
- Лион
  - Шампион на Франция: 2006/07, 2007/08
  - Купа на франция: 2008
  - Суперкупа на Франция: 2006, 2007

### Индивидуални
- Най-добър млад играч в Лига едно за сезона 2004/05
- Включен в идеалния отбор на Лига 1 за сезоните: 2004/05, 2007/08